# Проблема принадлежности южных Курильских островов

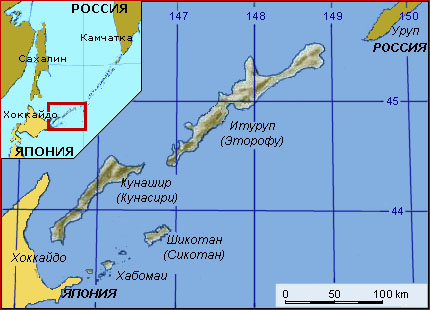
Спорные острова с российскими и японскими названиями

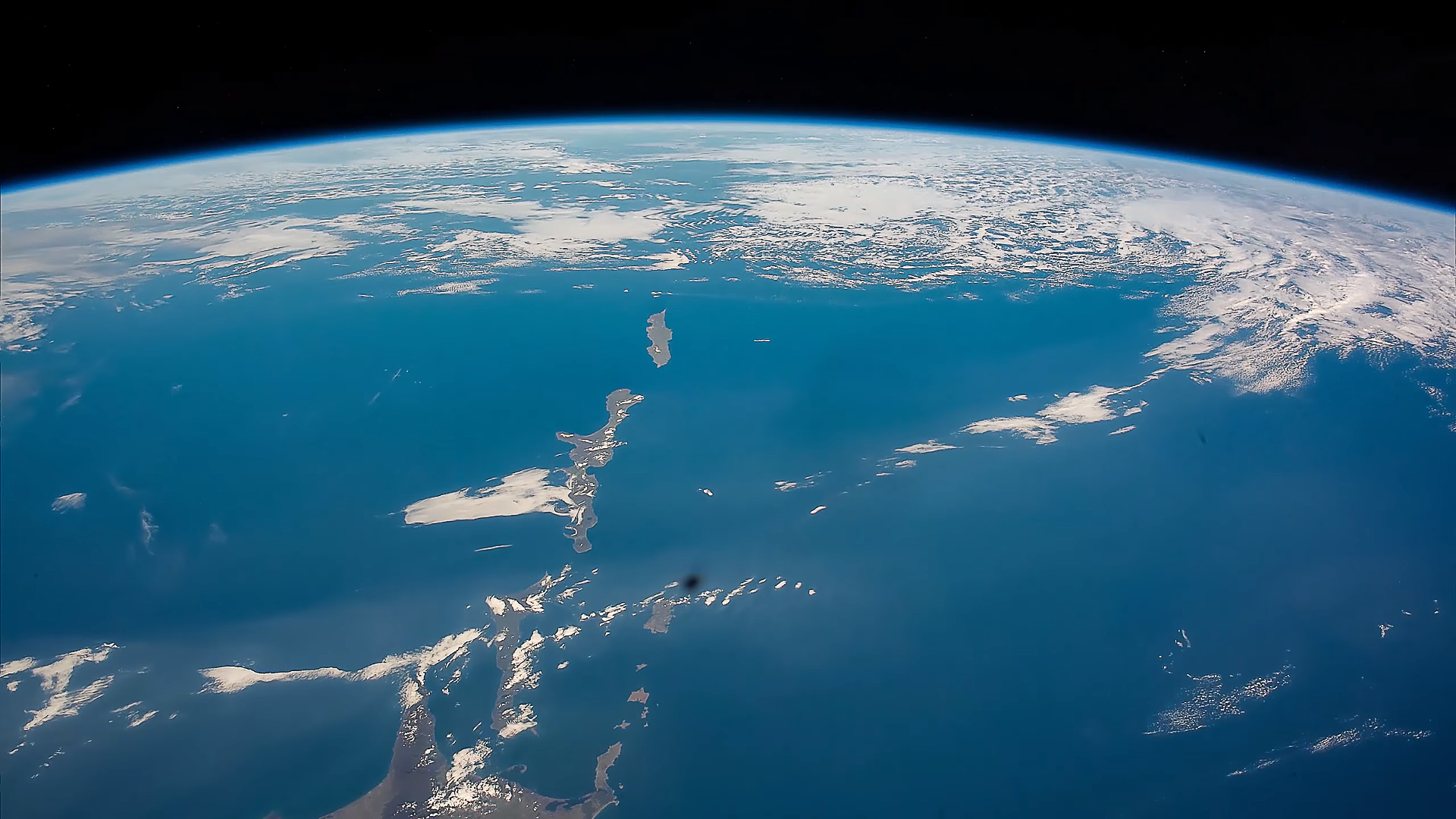
Вид южных Курильских островов в 2015 году с Международной космической станции

Проблема принадлежности южных Курильских островов (яп. 北方領土問題 Хоппо: рё:до мондай, «Проблема северных территорий») — территориальный спор между Россией и Японией, который является неурегулированным со времени окончания Второй мировой войны. После советско-японской войны все Курильские острова были включены в состав СССР, однако принадлежность островов Итуруп, Кунашир, Шикотан и группы островов Хабомаи оспаривается Японией, считающей их оккупированной частью страны. Площадь спорных островов составляет 5 тысяч км², общая площадь спорной территории, включая 200-мильную экономическую зону, примерно 200 тысяч км². Россия утверждает, что её суверенитет над южными Курильскими островами абсолютно законен и не подлежит сомнению и обсуждению, и заявляет, что не признаёт сам факт наличия территориального спора с Японией. Проблема принадлежности южных Курильских островов является основным препятствием для полного урегулирования российско-японских отношений и подписания мирного договора.

## История

### До XIX века

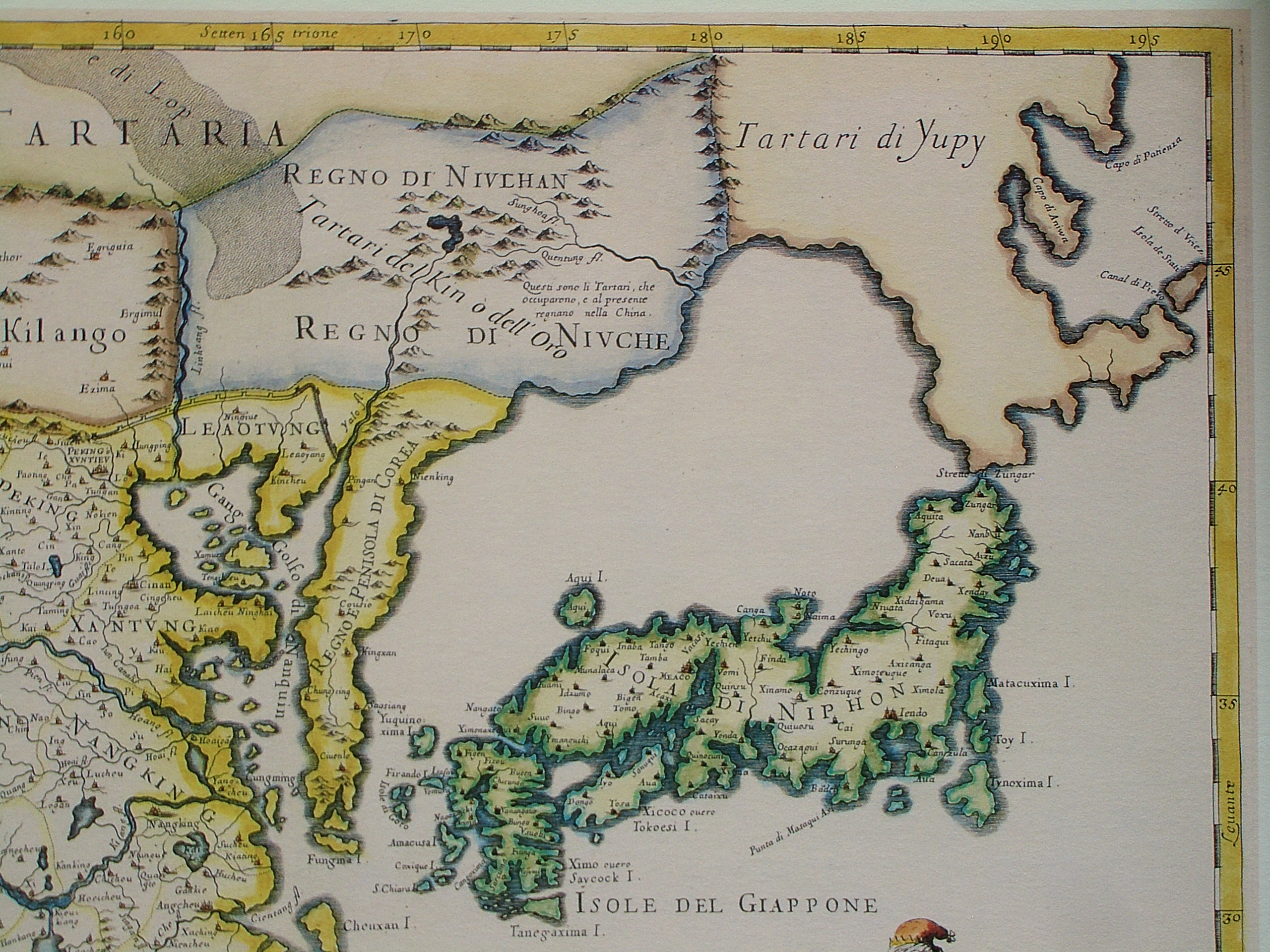
Фрагмент итальянской карты 1682 года, где обозначены «Пролив Фриза» и «Остров Штатов» — сведения, полученные европейцами после экспедиции де Фриза 1643 года. По представлениям того времени, Хоккайдо и Сахалин были частью материка и не принадлежали Японии.

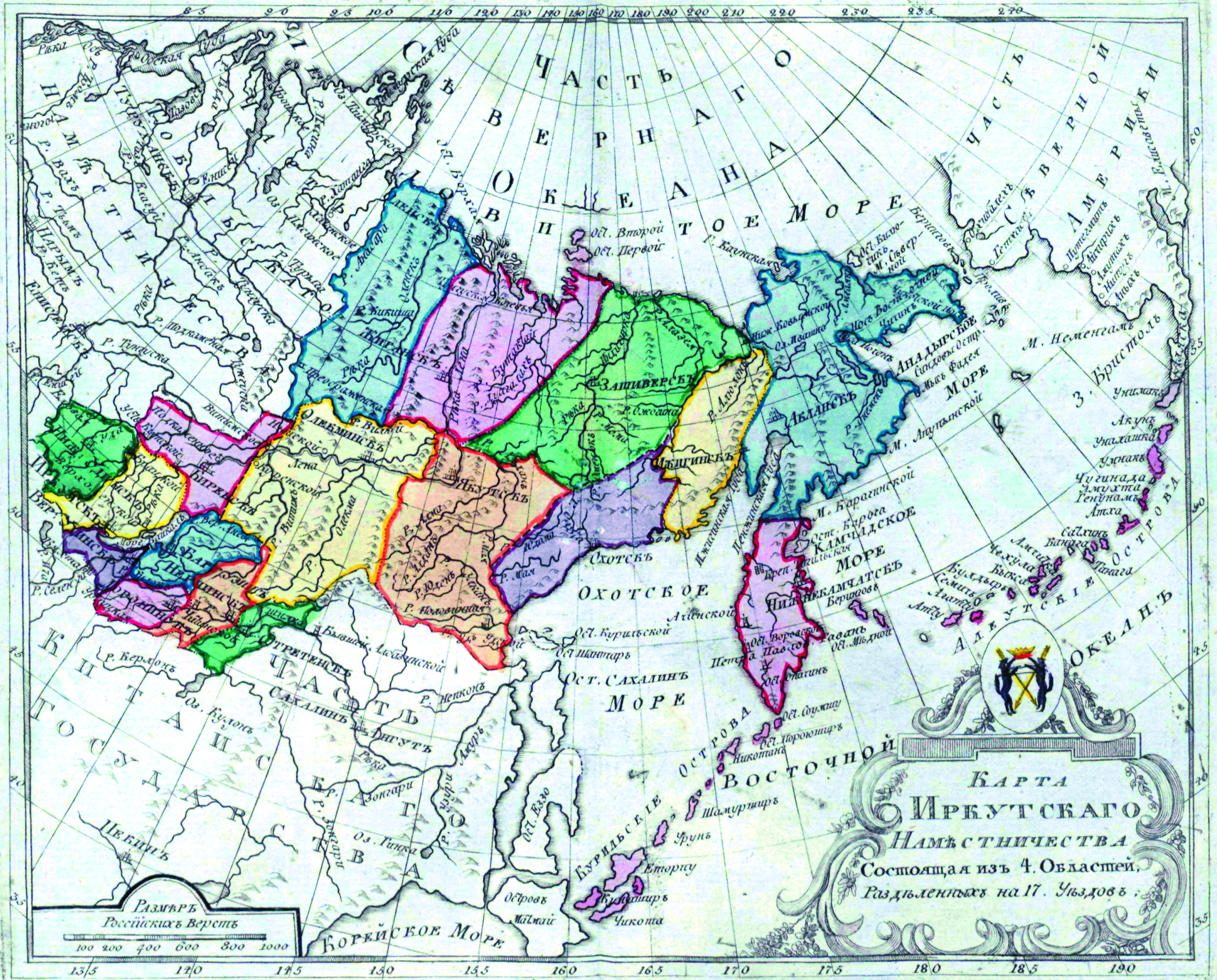
Карта Иркутского наместничества из «Атласа Российской империи» 1796 года. Курильские острова указаны как российские.

До прихода русских и японцев острова были населены айнами. На их языке «куру» означало «человек», откуда и пошло их второе название «курильцы», а затем и наименование архипелага.
Первая информация об островах была получена японцами в ходе экспедиции на Хоккайдо и Сахалин в 1635 году. В 1644 году по итогам экспедиций 1635—1637 годов на Хоккайдо была составлена первая японская карта Сахалина и Курильских островов. Составители карты представляли Курильскую гряду весьма смутно, они изобразили лишь небольшую группу островов к востоку от Хоккайдо.
В 1643 году острова были обследованы голландцами во главе с Мартином де Фризом. Эта экспедиция составила более подробные карты и описала земли. В июне 1643 года мореплаватели обнаружили Малую гряду Курильских островов и прошли пролив между островами Итуруп и Уруп (в настоящее время пролив Фриза). Де Фриз по ошибке посчитал остров Итуруп северо-восточной оконечностью Хоккайдо, а Уруп — частью Американского континента. 20 июня голландские моряки впервые высадились на Урупе. 23 июня 1643 года де Фриз установил на плоской вершине высокой горы острова Урупа деревянный крест и объявил эту землю собственностью Голландской Ост-Индской компании.
В России первое официальное упоминание о Курильских островах относится к 1646 году, когда казак Нехорошко Иванович Колобов, участник экспедиции Ивана Москвитина к Охотскому (Ламскому) морю, рассказал о населяющих острова бородатых айнах. Новые сведения о Курильских островах появились после похода Владимира Атласова на Камчатку в 1697 году, в ходе которого с юго-западного побережья Камчатки русские впервые увидели северные Курильские острова. В августе 1711 года отряд камчатских казаков под руководством Данилы Анциферова и Ивана Козыревского впервые высадился на самом северном острове Шумшу, разбив здесь отряд местных айнов, а затем и на втором острове гряды — Парамушире.
В 1738—1739 годах состоялась научная экспедиция под руководством капитана русского флота Мартына Петровича Шпанберга. Эта экспедиция впервые нанесла на карту Малую Курильскую гряду (острова Шикотан и Хабомаи). По итогам экспедиции был составлен атлас «Генеральная карта России» с изображением 40 островов Курильского архипелага. После публикаций в Европе в 1740-х годах известий об открытии русскими мореплавателями Курильских островов, для посещения своими кораблями островов этого района правительства других держав запрашивали разрешение у российских властей. В 1772 году российские власти отнесли Курильские острова под управление главного командира Камчатки, а в 1786 году императрица Екатерина II издала указ о защите («сохранении») прав на «земли, мореплавателями российскими открытые», в числе которых называлась и «гряда Курильских островов, касающаяся Японии». Данный указ был опубликован на иностранных языках. После публикации ни одно государство не оспорило права России на Курильские острова. На островах были установлены государственные знаки-кресты и медные доски с надписью «Земля российского владения».

### XIX век

Генеральная карта Японского Государства, 1809 год

7 февраля 1855 года Япония и Россия подписали первый русско-японский договор — Симодский трактат о торговле и границах. Документ устанавливал границу стран между островами Итуруп и Уруп. К Японии отходили острова Итуруп, Кунашир, Шикотан и группа островов Хабомаи, а остальные признавались российскими владениями. Именно поэтому 7 февраля в Японии ежегодно отмечается как День северных территорий с 1981 года. При этом остались неурегулированными вопросы о статусе Сахалина, что приводило к конфликтам между русскими и японскими купцами и моряками.
7 мая 1875 года подписан Петербургский договор, по которому Россия передала Японии права на все 18 Курильских островов в обмен на японскую часть Сахалина. Таким образом границы были урегулированы .

### Начало XX века

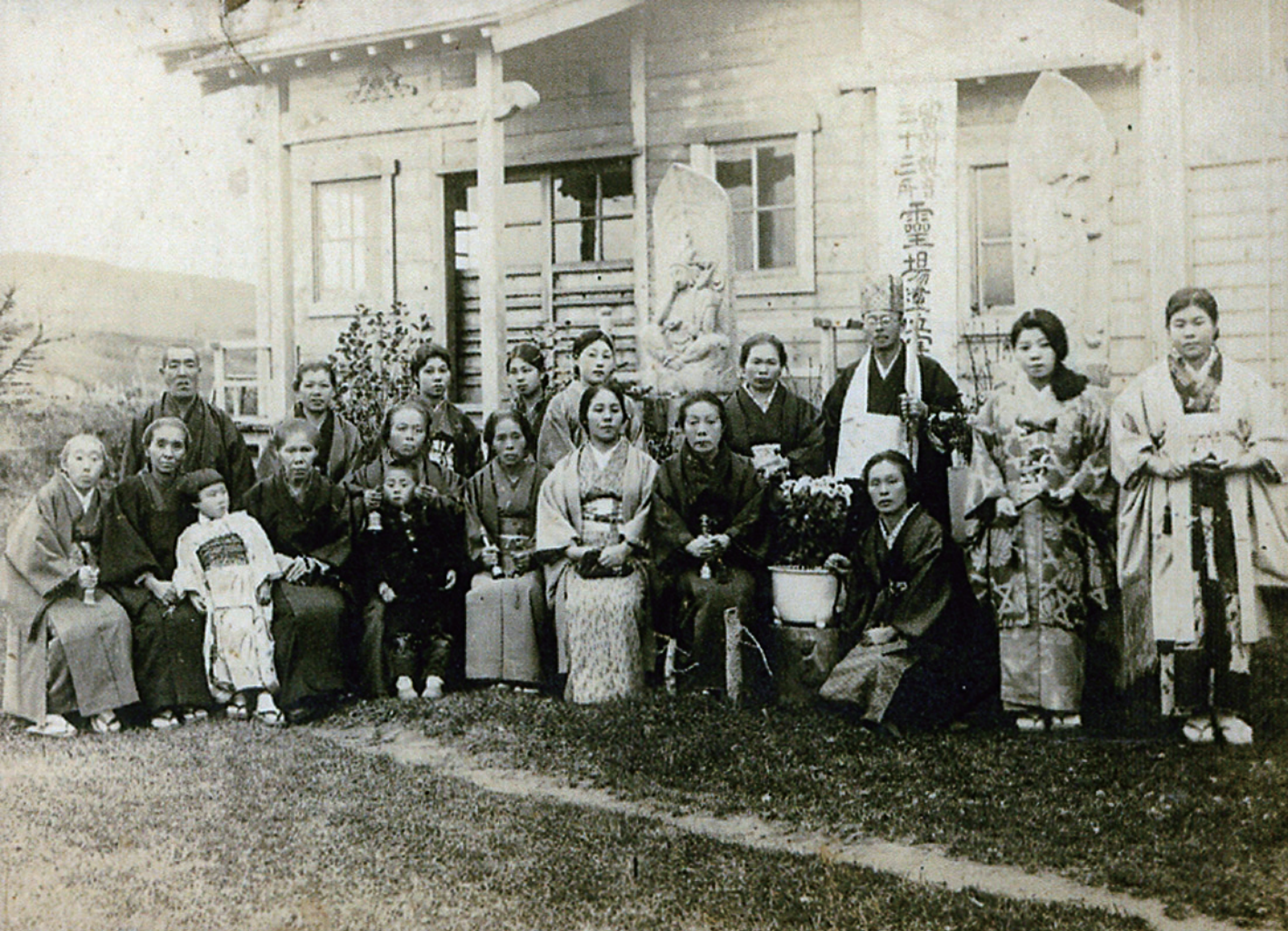
Японцы и буддийский храм на Итурупе (до 1939 г.)

В 1905 году по результатам Русско-японской войны был подписан Портсмутский мирный договор, согласно которому Россия уступила Японии южную часть Сахалина.
20 января 1925 года, после переговоров в Пекине, Япония и СССР установили дипломатические отношения, подписав Пекинский договор. СССР был вынужден признать положение, сложившееся в 1905 году в результате русско-японской войны, однако отказался взять на себя «политическую ответственность» за Портсмутский договор и подчеркнул, что прочие соглашения, заключённые до 7 ноября 1917 года «будут пересмотрены на конференции, которая должна состояться впоследствии между правительствами Договаривающихся Сторон, и что они могут быть изменены или отменены, как того потребуют изменившиеся обстоятельства…».

### Вторая мировая война
В июне 1941 года страны Оси, кроме Японии, которая соблюдала заключённый в апреле Пакт о нейтралитете, напали на СССР (Великая Отечественная война), а в том же году Япония напала на США, начав войну на Тихом океане.
В Каирской декларации от 27 ноября 1943 года указывалось, что цель союзных держав (США, Великобритании и Китая) заключается в том, чтобы лишить Японию всех островов в Тихом океане, которые она захватила или оккупировала с начала Первой мировой войны. В этом заявлении также говорилось, что Япония должна быть лишена территорий, захваченных ею посредством насилия (в частности, её колоний — Кореи и Тайваня).
11 февраля 1945 года на Ялтинской конференции СССР, США и Великобритания достигли письменной договорённости о вступлении Советского Союза в войну с Японией при условии возвращения ему после окончания войны Южного Сахалина и Курильских островов (Ялтинское соглашение глав правительств США, СССР и Великобритании по вопросам Дальнего Востока). По условиям договорённости, Советский Союз должен вступить в войну не позднее трёх месяцев после победы над Германией.
5 апреля 1945 года В. М. Молотов принял посла Японии в СССР Наотакэ Сато и от имени Советского правительства сделал заявление о денонсации советско-японского пакта о нейтралитете.
В Потсдамской декларации от 26 июля 1945 года говорится, что условия Каирской декларации будут выполнены и японский суверенитет будет ограничен островами Хонсю, Хоккайдо, Кюсю, Сикоку и теми более мелкими островами, которые укажут союзники — без упоминания островов Курильской гряды.
8 августа 1945 года, ровно через три месяца после капитуляции Германии, СССР официально объявил войну Японии и на следующий день начал боевые действия против неё. Южные Курилы были заняты советскими войсками в августе-сентябре в ходе Курильской десантной операции. После подписания Акта о капитуляции Японии 2 сентября были высажены гарнизоны на острова Малой Курильской гряды (остров Шикотан был занят 1 сентября). Последняя высадка гарнизона в ходе десантной операции была проведена 4 сентября 1945 года на Лисьи острова. Операция на Южных Курилах в целом представляла собой принятие капитуляции японских войск.

### Оккупация Японии
После капитуляции Япония была оккупирована союзными войсками.
29 января 1946 года меморандумом № 677 главнокомандующего союзных держав генералом Дугласом Макартуром из территории Японии были исключены Курильские острова (острова Тисима), группа островов Хабомаи (Хабомадзе) и остров Шикотан.
2 февраля 1946 года в соответствии с Указом Президиума ВС СССР на этих территориях была образована Южно-Сахалинская область в составе Хабаровского края РСФСР, которая 2 января 1947 года вошла в состав новообразованной Сахалинской области в составе РСФСР.

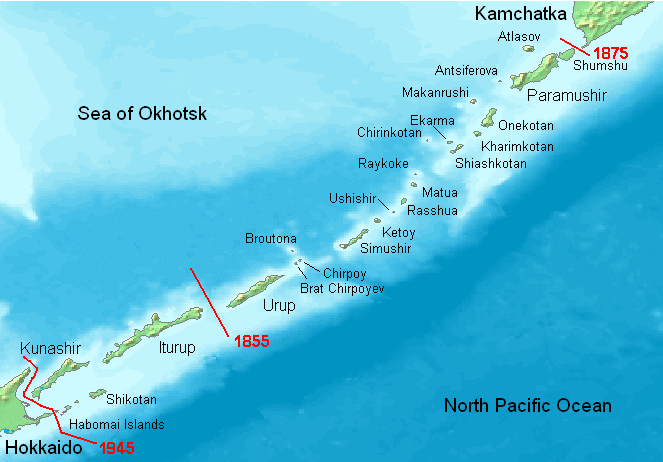
История принадлежности Курил по русско-японским договорам

8 сентября 1951 года в Сан-Франциско заключён мирный договор между Японией и союзниками, согласно которому Япония отказалась от прав на Курильские острова и территории, суверенитет над которыми приобрела по Портсмутскому договору от 5 сентября 1905 года.

Сан-Францисский мирный договор (1951). Глава II. Территория.
с) Япония отказывается от всех прав, правооснований и претензий на Курильские острова и на ту часть острова Сахалин и прилегающих к нему островов, суверенитет над которыми Япония приобрела по Портсмутскому договору от 5 сентября 1905 г.
Оригинальный текст (англ.)(c) Japan renounces all right, title and claim to the Kurile Islands, and to that portion of Sakhalin and the islands adjacent to it over which Japan acquired sovereignty as a consequence of the Treaty of Portsmouth of 5 September 1905. 
Оригинальный текст (фр.)(c) Le Japon renonce à tous droits, titres et revendications sur les îles Kouriles, ainsi que sur la partie de l'île Sakhaline et sur les îles y adjacentes passées sous la souveraineté du Japon en vertu du Traité de Portsmouth du 5 septembre 1905.
Оригинальный текст (исп.)(c) El Japón renuncia todo derecho, titulo y reclamación sobre las Islas Kurils, asi como sobre la parte de la isla de Sakaline y las islas adyacentes sobre las cuales el Japón adquirió soberanía en virtud del tratado de Portsmouth, suscrito el 5 de septiembre de 1905.

При этом, согласно современной официальной позиции Японии, Итуруп, Кунашир, Шикотан и Хабомаи в состав Курильских островов (островов Тисима) не входили, и от них Япония не отказывалась. Представители СССР предложили внести в договор поправку о признании суверенитета СССР над Южным Сахалином и Курильскими островами, однако это и ещё ряд предложений учтены не были, поэтому СССР, Польша и Чехословакия договор не подписали.

### Послевоенные соглашения
19 октября 1956 года СССР и Япония приняли московскую декларацию, которая прекращала состояние войны и восстанавливала дипломатические отношения между двумя странами, а также фиксировала согласие СССР на передачу Японии островов Хабомаи и Шикотан, но только после заключения мирного договора. Однако позже японская сторона отказалась от подписания мирного договора под давлением США, которые пригрозили, что в случае снятия Японией претензий на острова Кунашир и Итуруп, в состав Японии не будет возвращён архипелаг Рюкю с островом Окинава, который на основании Статьи 3 Сан-Францисского мирного договора тогда находился под управлением США.

Совместная декларация Союза Советских Социалистических Республик и Японии (1956). Статья 9.
Союз Советских Социалистических Республик и Япония согласились на продолжение после восстановления нормальных дипломатических отношений между Союзом Советских Социалистических Республик и Японией переговоров о заключении Мирного Договора.
При этом Союз Советских Социалистических Республик, идя навстречу пожеланиям Японии и учитывая интересы японского государства, соглашается на передачу Японии островов Хабомаи и острова Сикотан с тем, однако, что фактическая передача этих островов Японии будет произведена после заключения Мирного Договора между Союзом Советских Социалистических Республик и Японией.

19 января 1960 года Япония подписала Договор о взаимодействии и безопасности между США и Японией с США, продлив тем самым «Пакт безопасности», подписанный 8 сентября 1951 года, который являлся юридической базой для пребывания американских войск на японской территории. 27 января 1960 года СССР заявил, что поскольку данное соглашение направлено против СССР и КНР, советское правительство отказывается рассматривать вопрос о передаче островов Японии, поскольку это приведёт к расширению территории, используемой американскими войсками.
Всю вторую половину XX века вопрос о принадлежности южной группы Курильских островов Итуруп, Кунашир, Шикотан и Хабомаи (в японской интерпретации — вопрос о «северных территориях») оставался основным камнем преткновения в японско-советских (позже и японско-российских) отношениях. При этом до окончания «холодной войны» СССР не признавал существования территориального спора с Японией и всегда рассматривал южные Курильские острова как неотъемлемую часть своей территории.
18 апреля 1991 года во время визита в Японию Михаил Горбачёв впервые фактически признал наличие территориальной проблемы. МИД заявил о необходимости «размежевания». Было известно, что японцы оказывали давление, рассчитывая договориться с руководителем соседнего государства. В Советском Союзе распространялась информация о том, что якобы существовал план продажи по одному или два миллиарда долларов за остров. На деле Горбачёв был готов лишь обсуждать вопрос. Вместо запланированных трёх раундов переговоров прошло шесть, но они закончились безрезультатно. На итоговой пресс-конференции президент СССР так сказал об урегулировании принадлежности островов: «Как это будет? Давайте не будем гадать, давайте будем работать». Премьер-министр Тосики Кайфу согласился на формулу упоминания 1956 года, положившего «начало новому процессу, ознаменованному восстановлением дипломатических отношений и прекращением состояния войны», но отказался подчеркнуть стремление к масштабному сотрудничеству в экономической и других областях. Обмен мнениями приобрёл напряжённый оттенок в связи с нежеланием зафиксировать в итоговом документе «промежуточные меры», аргументация сводилась к тому, что поскольку Токио считает южные Курильские острова своими, то не может допустить, чтобы «на собственной территории Японии вводились какие-то международные правила».
В 1993 году была подписана Токийская декларация о российско-японских отношениях, где говорится о том, что Россия — правопреемник Советского Союза и все соглашения, подписанные между СССР и Японией, будут признаны как Россией, так и Японией. Было также зафиксировано стремление сторон решить вопрос о территориальной принадлежности четырёх южных островов Курильской гряды, что в Японии было расценено как успех и, в определённой степени, породило надежды на решение вопроса в пользу Токио. Премьер-министр Морихиро Хосокава отметил, что перед началом переговоров существовали очень серьёзные опасения, что всё «пойдёт не так, как хотелось бы», но подписание документа стало возможным благодаря личности Бориса Ельцина. Однако после выборов в Государственную Думу в декабре 1993 года, президент России был вынужден изменить риторику в отношении Японии, и диалог оказался приостановлен на четыре года, результаты Токийской декларации во многом утрачены, «окно возможностей» закрылось.
Японская сторона на протяжении 1990-х годов требовала признания юридической силы декларации 1956 года и выдвигала концепцию «поэтапного возвращения»: передачи островов Хабомаи и Шикотана, а также продолжения переговоров по Итурупу и Кунаширу. Это было связано с позицией влиятельного парламентария Мунэо Судзуки, которого называли «теневым министром иностранных дел», в 1997 году участвовавшего в подготовке первой встречи «без галстуков» премьер-министра Рютаро Хасимото и президента Бориса Ельцина в Красноярске. Личные контакты рассматривались японскими дипломатами Масару Сато и Кадзухико Того как возможность доверительного диалога с целью достижения желаемого результата. Ельцин предложил решить имевшиеся проблемы до окончания его президентского срока в конце 2000 года, что в России было встречено в целом отрицательно, а в Японии скептически, потому что эти слова не были зафиксированы в каких-либо официальных документах. Тем не менее «План Ельцина-Хасимото», предусматривающий значительное расширение экономических и политических контактов между двумя странами, освещался как итог дружеского общения двух лидеров. Руководители сочли желательным, чтобы к концу года завершились переговоры на уровне правительств по рыбохозяйственному сотрудничеству на Южных Курилах. На ответной встрече, состоявшейся в 1998 году в Каване, премьер-министр выдвинул предложение, представлявшее собой новый вариант территориального размежевания, связанный с демаркацией России и Японии: проведение государственной границы между Итурупом и Урупом. Данная инициатива получила название «План определения границ» Хасимото и основывалась на Симодском трактате 1855 года. Японская сторона допускала возможность сохранения российской администрации на переданных островах, которые после установления новой границы могли юридически принадлежать Японии, но фактически управляться Россией. Однако в письменной форме это также не фиксировалось. Сергей Ястржембский заявил: «„Гонконгский вариант“ отложенного суверенитета, на мой взгляд, при решении российско-японского спора о Южных Курилах России не подходит».
В 1998 году президент Борис Ельцин и премьер-министр Кэйдзо Обути подписали Московскую декларацию, где объявили о стремлении активизировать переговоры по решению вопроса о принадлежности южных Курильских островов на основе Токийской декларации и договорённостей, достигнутых во время встреч на высшем уровне в Красноярске и Каване. Стороны подтвердили решимость заключить мирный договор к 2000 году, для чего было поручено создать подкомиссию по пограничному размежеванию и совместной хозяйственной деятельности на указанных островах. Между правительствами Российской Федерации и Японии также было заключено соглашение «о некоторых вопросах сотрудничества в области промысла морских живых ресурсов», в статье 1 значилось, что японские рыболовные суда могли осуществлять вылов и добычу в районе у островов Итуруп, Кунашир, Шикотан и Хабомаи. В 2022 году МИД РФ объявил о приостановлении реализации соглашения «до выполнения японской стороной всех своих финансовых обязательств».
В 2000 году Владимир Путин и Ёсиро Мори во время официального визита президента России в Токио выступили с общим намерением продолжать диалог по заключению мирного договора путём разрешения вопроса о принадлежности четырёх островов Курильской гряды в соответствии со всеми ранее достигнутыми договорённостями, в том числе Токийской и Московской декларациями. Путин подчеркнул, что «предыдущие почти 50 лет дали фактически нулевой результат», а с 1998 года был «достигнут огромный прогресс»: японские граждане смогли в безвизовом режиме посетить могилы своих предков на островах, рыбаки из Японии стали работать в южнокурильской экономической зоне, эффект от освоения которой оценивался в миллиард долларов ежегодно, были расширены взаимные обмены между российскими жителями островов и японцами.

### XXI век
В 2001 году вышло Иркутское заявление президента Российской Федерации и премьер-министра Японии «О дальнейшем продолжении переговоров по проблеме мирного договора» на основе принятых ранее декларации СССР и Японии 1956 года как базового юридического документа, советско-японских заявлений 1973 и 1991 годов, Токийской декларации 1993 года, Московской декларации 1998 года и совместного заявления руководителей двух стран 2000 года. Владимир Путин и Ёсиро Мори согласились ускорить дальнейшие переговоры путём решения вопроса о принадлежности островов Итуруп, Кунашир, Шикотан и Хабомаи и таким образом достичь полной нормализации двусторонних отношений, как предусматривала Токийская декларация. В 2003 году Владимир Путин и Дзюнъитиро Коидзуми подписали совместное заявление о принятии российско-японского плана действий, где речь шла о стремлении «к окончательному преодолению трудного наследия прошлого в двусторонних отношениях и открытию новых горизонтов для широкого партнёрства» и подтверждалась решимость как можно скорее заключить мирный договор, решив территориальную проблему.
14 ноября 2004 года глава МИД России Сергей Лавров в преддверии визита президента России Владимира Путина в Японию заявил, что Россия как государство-продолжатель СССР признаёт Декларацию 1956 года как существующую и готова вести территориальные переговоры с Японией на её базе. Такая постановка вопроса вызвала оживлённую дискуссию среди российских политиков. Владимир Путин поддержал позицию МИДа, оговорившись, что Россия «будет выполнять все взятые на себя обязательства» только «в таких объёмах, в которых эти договорённости готовы выполнять наши партнёры». Премьер-министр Дзюнъитиро Коидзуми в ответ заявил, что Японию не устраивает передача лишь двух островов (то есть Шикотана и субархипелага Хабомаи, составляющих Малую Курильскую гряду): «Если не будет определена принадлежность всех островов, мирный договор подписан не будет». При этом японский премьер пообещал проявить гибкость при определении сроков передачи островов.
14 декабря 2004 года министр обороны США Дональд Рамсфельд высказался о намерении содействовать Японии в разрешении спора с Россией по поводу южных Курил.
В 2005 году президент России Владимир Путин был готов разрешить территориальный спор в соответствии с положениями советско-японской декларации 1956 года, то есть с передачей Японии Хабомаи и Шикотана, однако японская сторона не пошла на компромисс.
16 августа 2006 года японская рыболовецкая шхуна была задержана российскими пограничниками. Шхуна отказывалась подчиняться командам пограничников, по ней был открыт предупредительный огонь. В ходе инцидента один член экипажа шхуны получил смертельное ранение в голову. Это вызвало резкий протест японской стороны, она требовала немедленной выдачи тела погибшего и освобождения экипажа. Обе стороны заявили, что инцидент произошёл в их собственных территориальных водах. За 50 лет спора вокруг островов это первый зафиксированный смертельный случай.
13 декабря 2006 года глава Министерства иностранных дел Японии Таро Асо на заседании внешнеполитического комитета нижней палаты представителей парламента высказался за то, чтобы разделить с Россией пополам южную часть спорных Курильских островов. Существует точка зрения, что таким образом японская сторона надеется решить давнюю проблему в российско-японских отношениях. Однако сразу после высказывания Таро Асо японский МИД дезавуировал его слова, подчеркнув, что они были неверно истолкованы.
2 июля 2007 года для снижения напряжённости между двумя странами из-за спорных Курильских островов по предложению секретаря кабинета министров Японии Ясухисы Сиодзаки была достигнута договорённость с российским вице-премьером Сергеем Нарышкиным о помощи в развитии дальневосточного региона. Ранее это было рассмотрено в июне 2007 года на встрече в рамках большой восьмёрки между премьер-министром Японии Синдзо Абэ и президентом России Владимиром Путиным.
1 июля 2008 года президент РФ Дмитрий Медведев в преддверии заседания «Большой восьмёрки» заявил: «…тема, по которой мы пока не смогли договориться, — это пограничный вопрос…» «Мы должны двигаться вперёд, обсуждать эту тему в соответствии с теми декларациями, которые были ранее сделаны, мы не должны пытаться достигнуть максимальных результатов за короткий период, потому что, скорее всего, они невозможны, но мы должны открыто обсуждать и те идеи, которые уже существуют, и те идеи, которые формируются».
21 мая 2009 года премьер-министр Японии Таро Асо в ходе заседания верхней палаты парламента назвал южные Курилы «незаконно оккупированными территориями» и заявил, что ждёт от России предложений подходов к решению этой проблемы. Официальный представитель МИДа России Андрей Нестеренко прокомментировал это высказывание как «незаконное» и «политически некорректное».
11 июня 2009 года нижняя палата японского парламента одобрила поправки к закону «О специальных мерах по содействию решения вопроса Северных территорий и подобных ему», в которых содержится положение о принадлежности Японии четырёх островов Южнокурильской гряды. МИД России выступил с заявлением, в котором назвал подобные действия японской стороны неуместными и неприемлемыми. 24 июня 2009 года было опубликовано заявление Государственной думы, в котором, в частности, было изложено мнение Государственной думы о том, что в сложившихся условиях усилия по решению проблемы мирного договора, по сути, утратили как политическую, так и практическую перспективу и будут иметь смысл только в случае дезавуирования принятых японскими парламентариями поправок. 3 июля 2009 года поправки были одобрены Верхней палатой японского парламента.
14 сентября 2009 года премьер-министр Японии Юкио Хатояма заявил, что надеется добиться прогресса на переговорах с Россией о южных Курилах «за предстоящие полгода-год».
23 сентября 2009 года на встрече с президентом РФ Дмитрием Медведевым Хатояма сказал о желании решить территориальный спор и заключить мирный договор с Россией.
7 февраля 2010 года (начиная с 1982 года, 7 февраля в Японии проводится День северных территорий — так называют южные Курилы) по Токио курсировали машины с громкоговорителями, из которых раздавались требования вернуть Японии четыре острова и музыка военных маршей. Премьер-министр Японии Юкио Хатояма выступил перед участниками движения за возвращение северных территорий, сообщив, что Японию не устраивает возвращение только двух островов и что он приложит максимум усилий, чтобы вернуть все четыре острова при жизни нынешних поколений. Также он отметил, что России очень важно дружить с такой экономически и технологически развитой страной, как Япония. Слов о том, что Южные Курилы — это «незаконно оккупированные территории», не прозвучало.
1 апреля 2010 года официальный представитель МИД России Андрей Нестеренко выступил с комментарием, в котором сообщал об утверждении 1 апреля Правительством Японии изменений и дополнений к т. н. «Основному курсу по содействию решению проблемы северных территорий» и заявил, что повторение необоснованных территориальных притязаний к России не может пойти на пользу диалогу по вопросу о заключении российско-японского мирного договора, а также поддержанию нормальных контактов между южными Курильскими островами, входящими в состав Сахалинской области России, и Японией.
Дмитрий Медведев, как в качестве президента, так и премьер-министра России неоднократно посещал спорные острова (в 2010, 2012, 2015 и 2019 годах). Японское правительство каждый раз выражало своё отрицательное отношение к таким визитам. Российский МИД, в свою очередь, подчёркивал, что Москва не будет учитывать позицию Токио по этому вопросу.

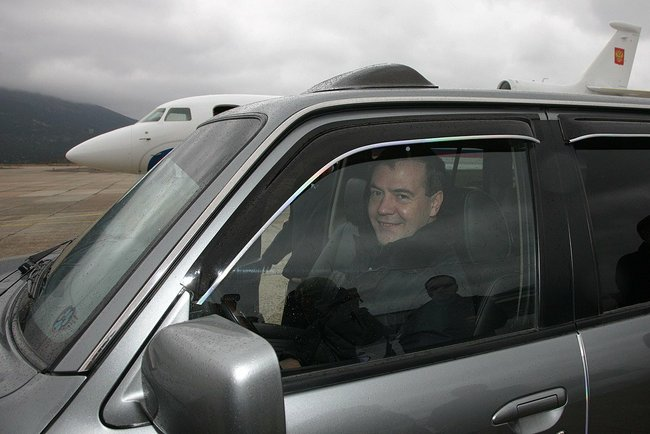
Дмитрий Медведев на Кунашире

11 сентября 2011 года секретарь совета безопасности РФ Николай Патрушев посетил южные Курильские острова, где провёл совещание с руководством Сахалинской области и побывал на погранзаставе на ближайшем к Японии острове Танфильева. На встрече в посёлке Южно-Курильске на острове Кунашир обсуждались вопросы обеспечения безопасности региона, ход строительства объектов гражданской и пограничной инфраструктуры, рассматривались вопросы безопасности при возведении и эксплуатации портового причального комплекса в Южно-Курильске и реконструкции аэропорта Менделеево. Генеральный секретарь правительства Японии Осаму Фудзимура заявил, что визит Николая Патрушева на южные Курильские острова вызывает глубокое сожаление у Японии.
2 марта 2012 года правительство Японии на своём заседании приняло решение не использовать термин «незаконно оккупированные территории» в отношении четырёх островов южных Курил и заменить на более мягкий термин по отношению к России — «заняты без юридических оснований».
15—17 июня 2015 года в городе Саппоро (Хоккайдо) состоялась ежегодная выставка плакатов и фотографий, посвящённая «проблеме северных территорий». Выставка прошла под патронажем Лиги жителей Курильских и Хабомайских островов и администрации Саппоро. В июне 2015 года в префектуре Нагано состоялось заседание исполнительного комитета Совета жителей префектуры Нагано за возвращение северных территорий.
В 2016 году на пленарном заседании II Восточного экономического форума Синдзо Абэ обратился к президенту России и призвал его проявить смелость, разделить ответственность, преодолеть все трудности и урегулировать исторические противоречия. «То, что между Японией и Россией, важными друг для друга соседними странами с безграничным потенциалом, между ними до сих пор не заключён мирный договор — нельзя назвать иначе как ненормальной ситуацией», — указал японский премьер. Владимир Путин в интервью Nippon Television и «Ёмиури симбун» сказал, что «отсутствие мирного договора между Россией и Японией — это анахронизм, доставшийся из прошлого», который должен быть устранён. В 2017 году в ходе переговоров в Москве Путин и Абэ обсудили совместную хозяйственную деятельность на Курилах, куда были приглашены японские чиновники и бизнесмены в целях развития туризма и промышленности. Россия обеспечивала прямой авиаперелёт из Японии бывших жителей островов, чтобы они могли посетить могилы своих предков. В 2018 году Путин предложил заключить мирный договор без всяких предварительных условий. Абэ вспоминал, что в декабре 2018 года Япония и Россия оказались наиболее близки к решению проблемы, лидеры двух стран назначили спецпредставителей, курировать работу поручили министрам иностранных дел — «это действительно был шанс достичь соглашения о возвращении двух островов». В 2019 году в Москве прошли новые переговоры глав двух государств, итог стал безрезультатным, накануне поездки Синдзо Абэ в Россию агентство Киодо Цусин распространило информацию о том, что японский премьер готов объявить о согласии подписать мирный договор на основе Советско-японской декларации 1956 года с предоставлением гарантий передачи Шикотана и Хабомаи и отказом в ближайшем будущем от претензий на Кунашир и Итуруп. В Государственной Думе РФ отреагировали, что на Курилах никто не будет проводить референдумы или опросы о присоединении островов к Японии, о передаче «Северных территорий» не может быть и речи. Причина, по словам Франца Клинцевича, заключалась не только в потенциальном развёртывании системы противоракетной обороны США, но и в «нерушимости границ России и её безопасности в самом широком плане». В то же время Абэ обещал Путину не размещать американские базы на островах в случае их передачи, потому что на основании Договора о безопасности согласие даёт правительство Японии. На этом фоне Сергей Лавров заявил Таро Коно, что «вопросы суверенитета над островами не обсуждаются», но констатировал, что между Москвой и Токио сохраняются существенные разногласия в вопросе мирного договора: «Позиции изначально были диаметрально противоположными, мы об этом не раз говорили, но политическая воля наших лидеров полностью нормализовать отношения между Россией и Японией побуждает нас этот диалог активизировать». В середине июля 2019 года российская сторона отказалась обсуждать передачу островов. Абэ выразил надежду, что территориальный спор удастся решить до 2021 года.
26 июля 2021 года глава правительства РФ Михаил Мишустин посетил Итуруп с рабочим визитом, в ответ Япония выразила протест. 
7 марта 2022 года премьер-министр Японии Фумио Кисида назвал южную часть Курильских островов «территорией, над которой Япония имеет суверенитет». 8 марта 2022 года глава МИД Японии Ёсимаса Хаяси в ходе парламентских дебатов по вопросу российского вторжения на Украину заявил: «Северные территории — это территории, на которые распространяется суверенитет нашей страны, также они являются нашими исконными территориями. Изменений в нашей позиции по этому поводу нет». 21 марта МИД России сообщило о прекращении безвизовых поездок граждан Японии на Южные Курильские острова как ответ на введённые Японией односторонние ограничения против России в связи с ситуацией на Украине. Россия также вышла из переговоров по мирному договору с Японией и заморозила совместные экономические проекты, связанные со спорными Курильскими островами.
22 апреля 2022 года МИД Японии в своей «Синей книге дипломатии» впервые с 2003 года охарактеризовал острова как «незаконно оккупированную» территорию страны.
3 сентября 2022 года Россия прекратила действие соглашения с Японией об облегчённом посещении островов Кунашир, Итуруп и Малой Курильской гряды японскими гражданами. МИД РФ сообщил, что консультации по соглашению 1998 года о морском промысле в районе Южных Курил вестись не будут из-за санкционной политики. 11 апреля 2023 года Япония в «Синей книге» снова назвала «северные территории» незаконно оккупированными Россией и подвергла критике решение Москвы прекратить переговоры. Визит Юрия Трутнева на остров Итуруп 4 июля 2023 года вызвал протест японского правительства, заявившего, что это совершенно недопустимо. Премьер-министр Фумио Кисида констатировал, что в японско-российских отношениях сложилась тяжёлая ситуация, но подтвердил приверженность курсу, направленному на решение территориального вопроса и заключение мирного договора. 7 февраля 2024 года, в День северных территорий, на митинге было принято заявление, где присутствие России на четырёх островах названо «незаконной оккупацией». Японское правительство также не признало президентские выборы в России, проводимые на Южных Курилах. 12 июля 2024 года вице-премьер Юрий Трутнев, вместе с министром по развитию Дальнего Востока и Арктики Алексеем Чекунковым и губернатором Сахалинской области, посетил остров Итуруп. МИД Японии направил протест, заявив, что визит на Северные территории «несовместим с позицией японского правительства и неприемлем». Новый премьер-министр Сигэру Исиба пообещал, что будет стремиться разрешить территориальный спор, хотя двусторонние связи ухудшились после полномасштабного вторжения Москвы на Украину. Посол Японии в России Акира Муто сказал, что для возобновления переговоров «нужно преодоление конфликта и установление мира вокруг России». Harvard International Review считает, что в отсутствии чёткой коммуникации между странами относительно Курильских островов и нежелании обеих сторон идти на компромисс маловероятно, что конфликт будет разрешён в ближайшем будущем. Чтобы вернуть территории, Япония может обратиться в международный арбитраж; однако это представляется не самым эффективным, учитывая неоднозначный результат декларации Восточноазиатского саммита 2018 года. Вмешательство ООН также допускается, но сомнительно, что Россия прислушается к такому решению, особенно с учётом игнорирования оппозиции в организации по поводу войны с Украиной. Кроме того, в результате права вето действия ООН не принесут каких-либо плодов. Девятая статья конституции Японии ставит её в крайне невыгодное положение в территориальном споре, поэтому она может применить силу в отношении Курильских островов только в том случае, если Россия начнёт войну. В случае возвращения острова должны быть демилитаризованы. Вопрос — кто может заплатить за это, должен быть рассмотрен международным сообществом.

## Позиции и взгляды сторон

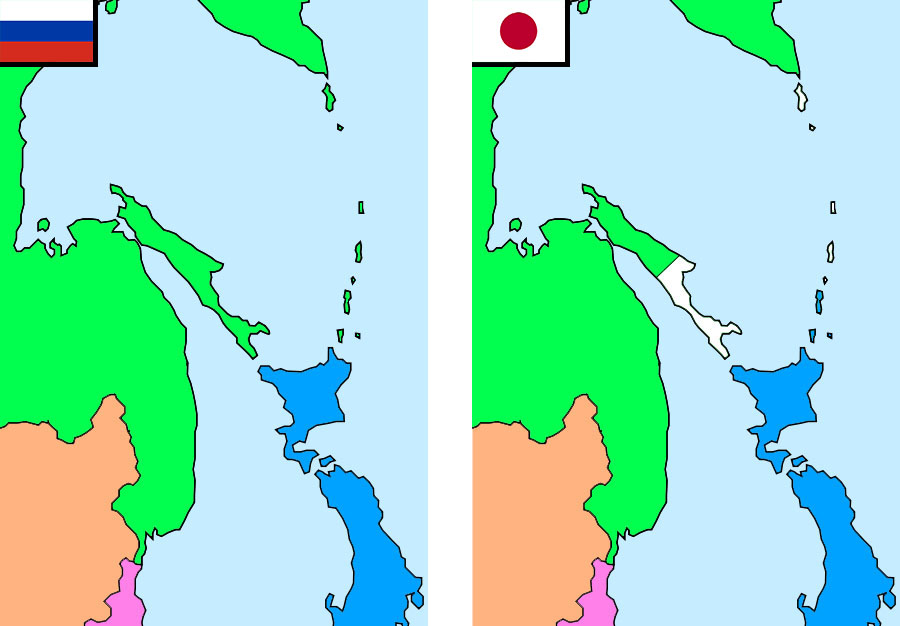
Позиция обеих стран по вопросу принадлежности островов. Россия считает весь Сахалин и Курилы своей территорией. Япония считает южные Курилы своей территорией, северный Сахалин — территорией России. Принадлежность северных Курил и Южного Сахалина по мнению Японской стороны вызывает вопросы.

### Базовая позиция России
Принципиальная позиция Москвы состоит в том, что южные Курильские острова вошли в состав СССР, правопреемницей которого стала Россия, на законных основаниях по итогам Второй мировой войны, закреплённым в Уставе ООН. Эти острова являются неотъемлемой частью территории Российской Федерации и российский суверенитет над ними, имеющий соответствующее международно-правовое подтверждение, сомнению не подлежит. По сообщениям СМИ, министр иностранных дел РФ в 2012 году заявил, что проблема Курильских островов может быть решена в России только путём проведения референдума. Впоследствии МИД России официально опроверг постановку вопроса о каком-либо референдуме: «Это грубое передёргивание слов министра. Подобные интерпретации мы расцениваем как провокационные. Ни один здравомыслящий политик никогда не поставит этот вопрос на референдум». Помимо этого, российские власти в очередной раз официально декларировали безусловную неоспоримость принадлежности островов России, заявив, что в связи с этим вопроса о каком-либо референдуме не может стоять по определению. 18 февраля 2014 года министр иностранных дел РФ заявил, что «Россия не рассматривает ситуацию с Японией в вопросе о границах как некий территориальный спор». РФ, пояснил Сергей Лавров, исходит из реальности, состоящей в том, что есть общепризнанные и закреплённые в Уставе ООН итоги Второй мировой войны. 22 августа 2015 премьер-министр Дмитрий Медведев в связи со своим посещением острова Итуруп сформулировал позицию России, заявив, что Курильские острова «являются частью РФ, входят в субъект РФ под названием Сахалинская область, и поэтому мы посещали, посещаем и будем посещать Курилы».
В 2022 году, после введения антироссийских санкций в связи с войной на Украине, Медведев написал: «Очевидно, что мы никогда бы не нашли никакого консенсуса с японцами по островной теме. Это и раньше понимали и мы, и они. Так что переговоры о Курилах всегда носили ритуальный характер. В новой редакции Конституции России прямо зафиксировано, что территории нашей страны не подлежат отчуждению. Вопрос закрыт». В 2023 году Лавров сказал: «У нас в общем-то больше уже ни с кем территориальных споров не существует, в том числе и с Японией. Все территориальные споры закрыты, они это прекрасно понимают». В 2024 году Мария Захарова подчеркнула: «Российский суверенитет над этими островами не просто неоспорим, но он в принципе не является предметом для какого-либо обсуждения. Эту реальность никакие доклады, книги изменить не могут». МИД РФ признал, что двусторонние связи деградировали вследствие «недальновидной враждебной политики администрации Ф. Кисиды до беспрецедентно низкого уровня», «практически разрушен фундамент взаимовыгодных российско-японских отношений, создававшийся кропотливыми обоюдными усилиями в течение десятилетий» и «пока Токио на деле не откажется от недружественной политики, будем вынуждены и далее реагировать жёсткими и чувствительными для Японии контрмерами, руководствуясь исключительно собственными национальными интересами».

### Базовая позиция Японии
Базовая позиция Японии по данной проблеме формулируется в четырёх пунктах:

(1) Северные территории являются вековыми территориями Японии, продолжающими находиться под незаконной оккупацией России. Правительство Соединённых Штатов Америки также последовательно поддерживает позицию Японии.
(2) Чтобы решить этот вопрос и по возможности быстро заключить мирный договор, Япония энергично продолжает переговоры с Россией на основании уже достигнутых соглашений, таких, как Японско-советская совместная декларация 1956 года, Токийская декларация 1993 года, Иркутское заявление 2001 года и Японско-российский план действий 2003 года.
(3) Согласно японской позиции, в случае подтверждения принадлежности Северных территорий к Японии, Япония готова гибко подойти ко времени и порядку их возврата. Вдобавок, поскольку японские граждане, жившие на Северных территориях, были насильственно выселены Иосифом Сталиным, Япония готова прийти к соглашению с российским правительством с тем, чтобы проживающие там российские граждане не подверглись такой же трагедии. Иными словами, после возврата островов Японии, Япония намерена уважать права, интересы и желания ныне живущих на островах россиян.
(4) Правительство Японии призвало население Японии не посещать Северные территории вне рамок безвизовой процедуры до разрешения территориального спора. Аналогично, Япония не может допустить никакой деятельности, включая экономическую деятельность третьих сторон, которая могла бы рассматриваться как подчинение «юрисдикции» России, а также позволять деятельность, которая предполагала бы «юрисдикцию» России над Северными территориями. Япония придерживается политики принятия соответствующих мер, чтобы предотвратить такую деятельность.
Оригинальный текст (англ.)Japan's Basic Position

(1) The Northern Territories are inherent territories of Japan that continues to be illegally occupied by Russia. The Government of the United States of America has also consistently supported Japan's position.
(2) In order to solve this issue and to conclude a peace treaty as soon as possible, Japan has energetically continued negotiations with Russia on the basis of the agreements and documents created by the two sides so far, such as the Japan-Soviet Joint Declaration of 1956, the Tokyo Declaration of 1993, the Irkutsk Statement of 2001 and the Japan-Russia Action Plan of 2003.
(3) Japan's position is that if the attribution of the Northern Territories to Japan is confirmed, Japan is prepared to respond flexibly to the timing and manner of their actual return. In addition, since Japanese citizens who once lived in the Northern Territories were forcibly displaced by Joseph Stalin, Japan is ready to forge a settlement with the Russian government so that the Russian citizens living there will not experience the same tragedy. In other words, after the return of the islands to Japan, Japan intends to respect the rights, interests and wishes of the Russian current residents on the islands.

(4) The Japanese government has requested Japanese people not to enter the Northern Territories without using the non-visa visit frameworks until the territorial issue is resolved. Similarly, Japan cannot allow any activities, including economic activities by a third party, which could be regarded as submitting to Russian “jurisdiction,” nor allow any activities carried out under the presumption that Russia has “jurisdiction” in the Northern Territories. Japan is of the policy to take appropriate steps to ensure that this does not happen.
Оригинальный текст (яп.)日本の基本的立場

⑴北方領土は、ロシアによる不法占拠が続いていますが、日本固有の領土であり、この点については例えば米国政府も一貫して日本の立場を支持しています。政府は、北方四島の帰属の問題を解決して平和条約を締結するという基本的方針に基づいて、ロシア政府との間で強い意思をもって交渉を行っています。
⑵北方領土問題の解決に当たって、我が国としては、1）北方領土の日本への帰属が確認されるのであれば、実際の返還の時期及び態様については、柔軟に対応する、2）北方領土に現在居住しているロシア人住民については、その人権、利益及び希望は、北方領土返還後も十分尊重していくこととしています。
⑶我が国固有の領土である北方領土に対するロシアによる不法占拠が続いている状況の中で、第三国の民間人が当該地域で経済活動を行うことを含め、北方領土においてあたかもロシア側の「管轄権」に服したかのごとき行為を行うこと、または、あたかも北方領土に対するロシアの「管轄権」を前提としたかのごとき行為を行うこと等は、北方領土問題に対する我が国の立場と相容れず、容認できません。
　したがって、日本国政府は、広く日本国民に対して、1989年（平成元年）の閣議了解で、北方領土問題の解決までの間、ロシアの不法占拠の下で北方領土に入域することを行わないよう要請しています。
⑷また、政府は、第三国国民がロシアの査証を取得した上で北方四島へ入域する、または第三国企業が北方領土において経済活動を行っているという情報に接した場合、従来から、しかるべく事実関係を確認の上、申入れを行ってきています。

Что касается остальных Курильских островов, с точки зрения японского правительства, их принадлежность остаётся неопределённой, так как в Сан-Францисском договоре не сказано, в пользу какого государства Япония отказывается от своих прав на Курилы.

### Другие мнения
Японская Компартия, как и крайне правые, неизменно требует возврата Японии всех Курильских островов до Камчатки.

### Позиции третьих стран и организаций

#### Китай
Мао Цзэдун в 1964 году выражал поддержку позиции Японии на встрече с японскими социалистами, но позднее в том же году отзывался о своих высказываниях как о «холостом выстреле».
3 апреля 2023 года Китай поменял свою позицию по вопросу принадлежности южной части Курильских островов на нейтральную. Агентство Kyodo News сообщило, что в ходе переговоров с президентом РФ Владимиром Путиным председатель КНР Си Цзиньпин не поддержал претензии Японии на Курилы. До этого почти сорок лет руководство Китая непублично придерживалось позиции по возвращению этих территорий Японии. Источники Kyodo News заявили, что изменение точки зрения Китая по Курильским островам приведёт к тому, что Россия теперь вряд ли уступит в этом вопросе Японии. В 2024 году Чжао Лицзянь на пресс-конференции ответил японскому журналисту на вопрос о поддержке Москвы или Токио: Китай с большим уважением относится к результатам Второй мировой войны и не ставит под сомнения договоры, заключённые по её итогам.

#### США
На 2014 год США считают, что суверенитетом над спорными островами обладает Япония, при этом отмечая, что статья 5 американо-японского договора о безопасности (о том, что атака на любую из сторон на территории, управляемой Японией, считается угрозой обеим сторонам) не относится к данным островам, как не управляемым Японией. Аналогичной была и позиция администрации Буша-младшего. О том, была ли ранее позиция США иной, в академической литературе существует спор. Есть мнение, что в 1950-е годы суверенитет островов увязывался с суверенитетом островов Рюкю, имевших похожий правовой статус. В 2011 году в пресс-службе посольства США в Российской Федерации отметили, что данная позиция США существует давно и отдельные политики лишь подтверждают её. По инструкции для получения американской визы россияне, родившиеся на островах Хабомаи, Шикотан, Кунашир и Итуруп, обязаны указывать Японию в качестве своей страны.

#### Европейский союз
В резолюции Европейского парламента «Отношения между ЕС, Китаем и Тайванем и безопасность на Дальнем Востоке», принятой 7 июля 2005 года, было отмечено призвать все страны региона заключить двусторонние соглашения, направленные на решение имеющихся территориальных споров. В 15 пункте резолюции были перечислены три таких спора, где в первом подпункте утверждалось о «возвращении Японии Северных территорий, оккупированных бывшим Советским Союзом в конце Второй мировой войны и в настоящее время находящихся под оккупацией России», а второй и третий были посвящены спору между Южной Кореей и Японией о принадлежности островов Токто/Такесима, а также спора между Японией и Тайванем об островах Сенкаку/Дяоюйдао. Член комитета по международным делам Европейского парламента Януш Онышкевич, в интервью «Независимой газете» заявил, что в данной резолюции представлена точка зрения большинства парламентариев, но сам документ не имеет обязательный характер. В свою очередь Председатель комитета Государственной думы РФ по международным делам Константин Косачёв высказал мнение, что данный документ представляет собой очередное свидетельство «нарастающей активности радикально-националистических кругов в Европе», а представитель МИД России подчеркнул, что «Россия и Япония при урегулировании вопросов, относящихся к двусторонней повестке, не нуждаются ни в советчиках, ни в посредниках». Несмотря на позицию Европарламента, были случаи посещения Курильских островов дипломатами стран-участниц ЕС, например, в 2024 году полномочный министр посольства Румынии в России приехала на острова Кунашир и Шикотан «в целях туризма».

#### Украина
На фоне российского вторжения Верховная Рада Украины 7 октября 2022 года признала Южные Курильские острова территориями Японии, оккупированными Россией.

#### Иран
Тегеран официально выступает против любого военного вмешательства и нарушения суверенитета и территориальной целостности стран. Бывший министр иностранных дел Камаль Харази сказал, что лучший способ разрешения споров между Японией и Россией по поводу принадлежности Курильских островов — это переговоры.

#### Республика Корея
Правительство Южной Кореи заняло позицию невмешательства в конфликте между Японией и Россией, не запрещая дипломатам и парламентариям посещать «Северные территории». Это связано с тем, что территориальный спор с японцами вокруг островов Лианкур также не урегулирован. Поэтому корейцы следят за ситуацией в России, которая фактически контролирует Курильские острова.

## Военно-стратегический аспект
14 февраля 2012 года начальник российского Генштаба ВС генерал армии Николай Макаров сообщил, что Минобороны России построит два военных городка на южных Курильских островах (Кунашир и Итуруп) в 2013 году. 26 октября 2017 года первый заместитель председателя комитета Совета Федерации РФ по обороне и безопасности Франц Клинцевич заявил, что Россия планирует создать на Курильских островах базу Военно-морского флота.
Остров Сахалин и Курильские острова обороняются силами 68-го армейского корпуса ВС России, в состав которого входит 18-я пулемётно-артиллерийская дивизия, дислоцированная на Курилах. На вооружении российских войск на Курильских островах находятся танки Т-80БВ, комплексы ПВО С-300В4. На островах, Итуруп, Матуа и Парамушир размещены комплексы береговой обороны «Бастион». В аэропорту «Ясный» на острове Итуруп размещены истребители Су-35С. В августе 2023 года информационное агентство Kyodo News на основе экспертного анализа американских спутниковых изображений островов Итуруп и Кунашир сообщило, что комплексы С-300В4 с радарами и другим оборудованием были переброшены на Украину для подготовки к наступлению. Министерство обороны Японии в ежегодном докладе «Белая книга» 2023 указало на усиление военного оснащения и деятельность России. Обеспокоенность вызывали совместные с Китаем полёты бомбардировщиков (2019—2022 годы) и плавание боевых кораблей (2021 и 2022 годы). Кроме того, «за последние 10 лет Россия укрепила свой ракетный потенциал за счёт развертывания
новой техники на Дальнем Востоке, в том числе на Северных территориях Японии», особо выделяются комплексы «Бал», «Бастион» и истребители Су-35С. В 2023 году министр обороны РФ Сергей Шойгу отметил, что сценарий тихоокеанских учений предусматривает ответ на попытку противника высадиться на Сахалине и южных Курильских островах. В конце января 2024 года Дмитрий Медведев заявил, что стратегическая роль Курильских островов будет расти, включая размещение там нового оружия. The Japan Times подчеркнула, что в случае осуществления угрозы, это создаст ещё одну проблему, которую придётся решать путём переговоров. Даже если Токио разберётся с подобными вопросами, остаётся непреложный момент: Россия не захочет ничего уступать из того, что она объявила своей суверенной территорией, пока режим Путина находится у власти. В начале мая 2024 года South China Morning Post написала, что Россия строит разведывательные базы на островах, как предупреждение Японии о последствиях помощи Украине. Это позволит отслеживать действия японской стороны в регионе, основываясь на её радиолокационных сигналах, а также США. В докладе «Белая книга» 2024 значится, что Россия осуществляет интенсивную военную деятельность на Дальнем Востоке, включая Северные территории, продолжая при этом агрессию против Украины и сотрудничество с Китаем. В конце января 2025 года в районе Охотского моря к северу от Хоккайдо появились Ту-95МС, способные применять ядерное оружие, в сопровождении Су-35С и Су-30СМ. Доклад «Белая книга 2025» обращает внимание, что помимо продолжающегося строительства объектов для своих войск в регионе, Россия развернула новую военную технику, такую как береговые ракеты класса «земля-корабль» и истребители, а также проводит масштабные учения в прилегающих морях и воздушном пространстве. Нельзя исключать, что в будущем в Индо-Тихоокеанском регионе, особенно в Восточной Азии, может серьёзно обостриться обстановка, подобная агрессии против Украины.
Группировка Сил самообороны Японии на ближайшем к Курильским островам острове Хоккайдо представлена Северной армией общей численностью 35 000 человек. В конце 2022 года японское правительство заявило о планах размещения на Хоккайдо гиперзвуковых ракет. Кроме того, совместные японо-американские учения «Восточный щит», проводимые в том числе в данном районе, вызывают протесты со стороны Москвы и называются «провокационной военной активностью», поскольку это происходит «в непосредственной близости к границам Российской Федерации» и «рассматривается как потенциальная угроза безопасности». 24—29 июня 2025 года впервые в Японии на полигоне рядом с Сидзунай на южном побережье Хоккайдо состоялись учения с применением  противокорабельных ракет Тип-88 с дальностью более 100 км.
По мнению экспертов, ключевая задача Тихоокеанского флота России — противодействие японскому флоту в рамках гипотетического конфликта России с Японией (как единственной страной в регионе, и имеющей территориальные претензии к России, и одновременно являющейся союзником США, при этом теоретически способным к тому же осуществить наступательную операцию в спорном районе и самостоятельно, то есть без втягивания в конфликт американских вооружённых сил). Японский флот в регионе обладает численным преимуществом, в то же время российский флот обладает значительным количеством атомных подводных лодок, которые у японского флота отсутствуют. Китайские аналитики указали, что несмотря на наличие квази-авианосцев и других современных боевых кораблей, если Япония попытается захватить Курильские острова, Россия осуществит ракетный удар, который быстро закончит войну и принесёт крайне негативные последствия для Токио.

## Политико-экономический аспект

### Принадлежность островов и судоходство
Российские чиновники заявляли, что между островами пролегают единственные российские незамерзающие проливы Екатерины и Фриза из Охотского моря в Тихий океан, и, таким образом, в случае передачи островов Японии Тихоокеанский флот России в зимние месяцы будет испытывать трудности по выходу в акваторию Тихого океана.
В Морском праве записано, что «государство имеет право временно приостановить мирный проход через отдельные участки своих территориальных вод, если этого настоятельно требуют интересы его безопасности». Но Япония считает южные Курильские острова своими и заявляет России протест из-за временной приостановки права на проход иностранных судов в данном регионе.
Однако ограничение российского судоходства — кроме боевых кораблей при конфликте — в этих проливах, а тем более введение платы противоречило бы некоторым положениям общепризнанного в международном праве (в том числе признанному в Конвенции ООН по морскому праву, которую Япония подписала и ратифицировала) мирного прохода: «Если иностранное торговое судно выполняет указанные требования, прибрежное государство не должно препятствовать мирному проходу через территориальные воды и обязано принять все необходимые меры для безопасного осуществления мирного прохода — объявлять, в частности, для общего сведения о всех известных ему опасностях для судоходства. Иностранные суда не должны облагаться какими-либо сборами за проход, за исключением сборов и платы за фактически оказанные услуги, которые должны взиматься без какой-либо дискриминации».
Почти вся остальная акватория и порты Охотского моря замерзают, следовательно, судоходство без ледоколов здесь невозможно; пролив Лаперуза, соединяющий Охотское море с Японским, зимой также непроходим для обычных кораблей:

Лёд здесь появляется в конце октября и держится до июля. В зимнее время вся северная часть моря покрывается мощными плавучими льдами, местами смерзающимися в обширную площадь неподвижного льда. Граница неподвижного берегового припая простирается в море на 40—60 миль. Постоянное течение выносит льды из западных районов в южную часть Охотского моря. Вследствие этого возле южных островов Курильской гряды в зимнее время образуется скопление плавающих льдов, а пролив Лаперуза забивается льдами и судоходен только с помощью ледоколов.
Кратчайший морской путь из Владивостока в Петропавловск-Камчатский проходит не через южные курильские проливы, судоходство идёт через Четвёртый Курильский пролив (к югу от острова Парамушир).
При этом кратчайший путь из Владивостока в Тихий океан лежит через незамерзающий Сангарский пролив между островами Хоккайдо и Хонсю. Этот пролив не перекрывается территориальными водами Японии, хотя может быть включён в состав территориальных вод в одностороннем порядке в любой момент.

### Природные ресурсы
На острове Итуруп находится крупнейшее в мире месторождение рения в виде минерала рениита (открыто в 1992 году на вулкане Кудрявый), которое имеет огромное экономическое значение. По данным Института вулканологии и геодинамики Российской академии естественных наук, вулкан Кудрявый каждый год выбрасывает 20 тонн рения (при том, что мировая добыча рения составляет 40—50 тонн, а цена 1 кг рения — 3500—3700 долларов). В настоящее время основным промышленным источником рения в мире служат медные и молибденовые руды, в которых рений является попутным компонентом.
На островах есть зоны возможного нефтегазонакопления. Запасы оцениваются в 364 млн тонн в нефтяном эквиваленте. Кроме того, на островах возможно наличие золота.
В июне 2011 года стало известно, что Россия предлагает Японии совместно осваивать нефтяные и газовые месторождения, расположенные в районе Курильских островов.
К островам примыкает 200-мильная рыболовная зона с годовым уловом рыбы около трёх миллионов тонн.
26 июня 2020 года Япония сделала представление России из-за геологоразведки в районе Курил. В тот же день пресс-секретарь президента РФ Дмитрий Песков заявил, что Россия имеет право проводить геологоразведку этих территорий.
В 2024 году учёные Санкт-Петербургского государственного университета и Тихоокеанского океанологического института им. В. И. Ильичёва ДВО РАН предупредили о возможности радиоактивного загрязнения Южно-Курильской рыболовной зоны из-за сброса воды с АЭС Фукусима-1. После экспедиции научно-исследовательского судна «Академик Опарин» анализы первых 12 проб показали, что к востоку от Японии в зоне южных Курил на севере до субтропических вод на юге содержание трития в поверхностном слое океана изменяется от 0,3 до 0,7 тритиевой единицы. По заявлению лаборатории ядерной океанологии ТОИ ДВО РАН, эти цифры почти соответствуют естественному фону. Повышенная концентрация трития была выявлена в основной ветви течения Куросио, а также в районе Южных Курильских островов. В ходе экспедиции научно-исследовательского судна «Профессор Гагаринский» модельные расчёты указали на начавшееся поступление вод от АЭС Фукусима-1 в Охотское море, которое находится под влиянием стока реки Амур, от северо-восточного шельфа Сахалина до «вихря-накопителя» к юго-востоку от острова Симушир.
3 февраля 2025 года премьер-министр Сигэру Исиба извинился за высказывания японских чиновников о предполагаемой организации совместного с Россией захоронения ядерных отходов на южных Курильских островах при условии их передачи Японии, подчеркнув, что «имели место халатность или высокомерие».